# Lac Oskélanéo
Lac Oskélanéo är en sjö i Kanada.   Den ligger i regionen Mauricie och provinsen Québec, i den sydöstra delen av landet, 300 km norr om huvudstaden Ottawa. Lac Oskélanéo ligger 402 meter över havet. Arean är 13,5 kvadratkilometer. Den sträcker sig 14,4 kilometer i nord-sydlig riktning, och 7,6 kilometer i öst-västlig riktning.
I omgivningarna runt Lac Oskélanéo växer i huvudsak blandskog. Trakten runt Lac Oskélanéo är nära nog obefolkad, med mindre än två invånare per kvadratkilometer.